# Eagle T1G

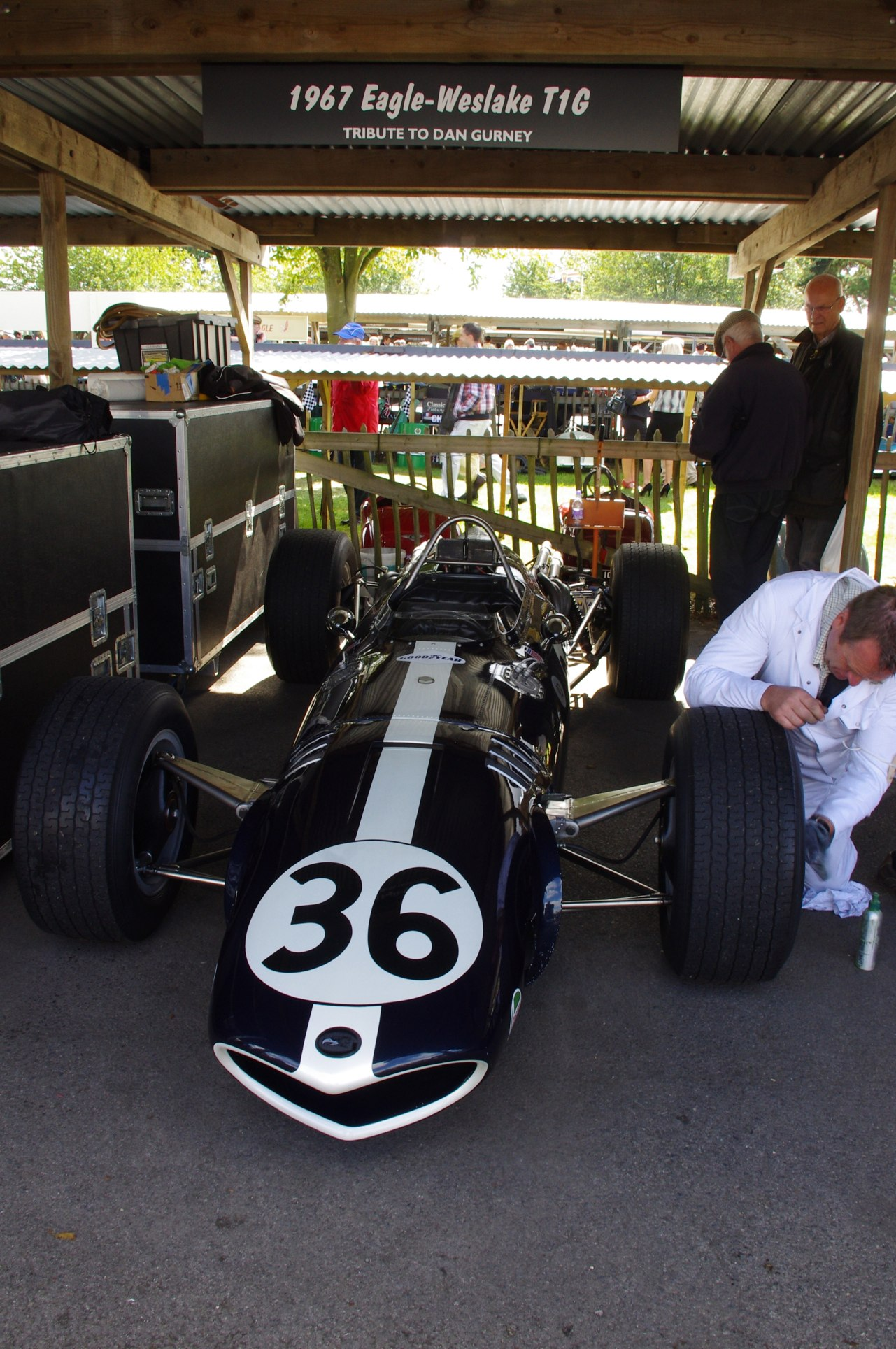
Eagle T1G

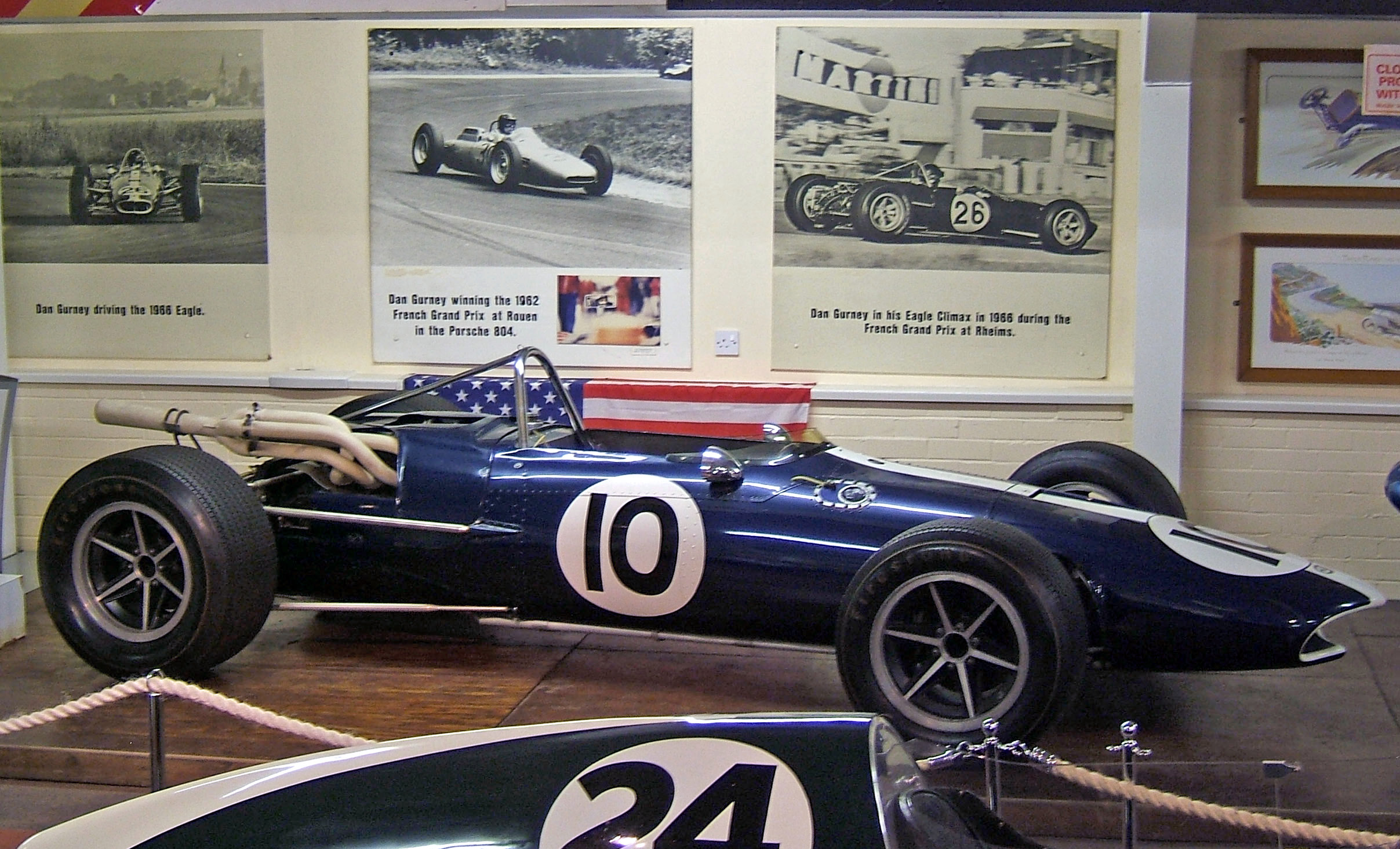
Eagle T1F mit altem Coventry-4-Zylinder-Motor für Formel 1 ab 1966

Der Eagle T1G, auch als Eagle Mk1 bezeichnet, war ein Formel-1-Rennwagen, der von 1966 bis 1969 zum Einsatz kam.

## Entwicklungsgeschichte und Renneinsätze
Der Eagle T1G wurde 1966 entwickelt und war der erste Monoposto-Rennwagen, der bei Dan Gurneys „AAR Eagle“-Team entstand. Gurney beauftragte den früheren Lotus-Konstrukteur Len Terry mit der Entwicklung der Rennwagen. Terry hatte für Lotus den Lotus 33 und zuletzt den Lotus 38 konstruiert. Vor allem der Lotus 38 stand für die Formgebung des Eagle Pate. Nur durch die unterschiedliche Beschriftung und später den Weslake-Motor, bei dem Zylinder und Auspuff anders ausgeführt waren als beim Lotus-Climax-Motor, ließen sich die Fahrzeuge gut voneinander unterscheiden.
Der Eagle hatte ein Leichtmetall-Monocoque und eine Aufhängung mit Doppelquerlenkern. Gurney gab beim Motorenbauer Weslake einen V-12-Motor in Auftrag und überbrückte die Zeit bis zur Fertigstellung mit 2,75-Liter-Climax-Motoren. Diese Motoren waren bereits Auslaufmodelle, das Fahrzeug war daher zu Beginn untermotorisiert. Dennoch reichte es zu ersten WM-Punkten beim Großen Preis von Frankreich, als Gurney Rang fünf einfuhr.
Der Weslake-Motor brachte mehr Erfolg. Der Weslake 58 mit drei 3 Litern Hubraum und vier obenliegenden Nockenwellen kam 1966 erstmals in Monza beim Großen Preis von Italien zum Einsatz. Die Zahnradprobleme, die dort auftraten, konnten auch später nicht ganz gelöst werden. Der Motor hatte aber genügend Leistung, allerdings war die Produktion nie auf Serie ausgerichtet und alle Triebwerke blieben Unikate. Das Team hatte immer mit der unterschiedlichen Motorleistung der Triebwerke zu kämpfen und die Teile ließen sich von Motor zu Motor kaum tauschen. Erst als Gurney Motorenbau und Instandhaltung in die eigene Fabrik übernahm, wurden die Probleme gelöst.
Der große Tag für das Team war der Große Preis von Belgien 1967. Gurney gewann mit dem Eagle T1G-Weslake den ersten und auch einzigen Weltmeisterschaftslauf mit diesem Auto. Für die Saison 1968 wurde Der T1G von Tony Southgate überarbeitet, kam aber nur bei fünf Rennen erfolglos zum Einsatz. Einen letzten Renneinsatz hatte der T1G beim Großen Preis von Kanada 1969. Der Kanadier Al Pease fuhr eine 1966er-Konfiguration mit Climax-Motor und wurde im Rennen disqualifiziert.

## Technische Daten
| Kenngrößen                | Eagle T1G (1967)                                                         |
| Motor                     | Weslake-Viertakt-12-Zylinder, 60° V (Mittelmotor)                        |
| Motorsteuerung            | zwei obenliegende Nockenwellen je Zylinderbank, vier Ventile je Zylinder |
| Kühlung                   | Wasser                                                                   |
| Hubraum                   | 2997 cm³                                                                 |
| Bohrung × Hub             | 72,8 × 60,3 mm                                                           |
| Gemischaufbereitung       | Einspritzung von Lucas                                                   |
| Leistung                  | 311 kW (423 PS) bei 10.000/min                                           |
| Kraftübertragung          | 5-Gang-Getriebe Hewland DG 300, ZF-Sperrdifferenzial, Hinterradantrieb   |
| Chassis                   | Monocoque                                                                |
| Spurweite vorn und hinten | 1550 mm                                                                  |
| Radstand                  | 2450 mm                                                                  |
| Reifenfabrikat            | Goodyear                                                                 |
| Trockengewicht            | 542 kg                                                                   |

Quelle: Cyril Posthumus: Classic Racing Cars. Rand McNally, New York 1977, ISBN 0-528-81843-0. 